# Shamsher Singh
Shamsher Singh (ur. 20 grudnia 1974) – indyjski zapaśnik walczący w stylu wolnym.
Zajął osiemnaste miejsce na mistrzostwach świata w 2001. Szósty na mistrzostwach Azji w 1999. Zwycięzca Igrzysk Azji Południowej z 1999. Brązowy medalista mistrzostw Wspólnoty Narodów w 1991 roku.